# Kaplica cmentarna w Grzybowie
Kaplica cmentarna w Grzybowie – zabytkowy grobowiec w kształcie rotundy w Grzybowie, w powiecie wrzesińskim, w województwie wielkopolskim.
Położona na cmentarzu parafialnym, przy kościele św. Michała Archanioła.

## Historia i opis budowli
Budowla została wzniesiona w latach 1936-1938 (według rejestru zabytków w 1930) z przeznaczeniem na grobowiec rodziny Lutomskich, właścicieli Grzybowa. Obecnie pełni funkcję kaplicy cmentarnej.
Mury kaplicy wzniesione zostały z ciosów kamienia polnego, różnobarwnego granitu. Kształt kaplicy naśladuje formy wczesnoromańskiej rotundy Najświętszej Marii Panny (świętych Feliksa i Adaukta), zbudowanej na przełomie X i XI w. na Wawelu w Krakowie. Zbudowana na planie tetrakonchy, tj. do centralnej rotundy przylegają cztery półkoliste apsydy. Nakryta dachem z dachówkami mnich i mniszka. Pod kaplicą znajduje się niewielka krypta.